# Maradék nélkül
Maradék nélkül program (Project Wasteless) Magyarország nemzeti szintű élelmiszerpazarlás-megelőzési programja, az európai és nemzetközi élelmiszerveszteség és élelmiszerpazarlás megelőzési kezdeményezések egyik legfontosabb európai képviselője, az Európai Unió Élelmiszer-veszteségek és Élelmiszer-pazarlás Platform tagja. A programot a Nemzeti Élelmiszerlánc-biztonsági Hivatal indította el 2016-ban EU-LIFE társfinanszírozással. 2023-ban az Európai Bizottság az Európai Fogyasztói Élelmiszer-hulladék Fórum eredményei alapján a Maradék nélkül programot európai jó gyakorlatként azonosította, és a magyar program megoldásait hivatalosan ajánlja más EU tagállamok számára. 2023-ban a programot az Európai Bizottság EU LIFE AWARDS díjjal tüntette ki, mint a legjobb 3 környezetvédelmi projekt egyikét Európában.
A Maradék nélkül program ötletét Kasza Gyula és Szabó-Bódi Barbara dolgozta ki 2015-ben. Projektjavaslatuk 2016-ban az Európai LIFE program keretéből 4 éves társfinanszírozást kapott. A program azóta Nemzeti Élelmiszerlánc-biztonsági Hivatal egyik legfontosabb társadalmi kampányává vált. A program neve angolul „Wasteless”, amely a magyar „Maradék nélkül” kifejezést igyekszik visszaadni.
A programhoz fontos inspirációt jelentett az angol WRAP szervezet Love Food, Hate Waste kampánya és a holland United Against Food Waste kezdeményezés, valamint a Wageningen University & Research kutatómunkája.
2018-ban a Maradék nélkül csapata az Európai Bizottságtól felkérést kapott az Európai LIFE Élelmiszerhulladék Platform „Effective Solutions for Prevention and Treatment” találkozójának megszervezésére, amelyre 120 nemzetközi résztvevővel került sor október 8-9-én Budapesten. A résztvevőket Karmenu Vella tengerészeti és halászati biztos és Vytenis Andriukaitis egészségügyi és élelmiszerbiztonsági biztos üdvözölte.
2019-ben a Maradék nélkül program vezetője, Kasza Gyula felkérést kapott, hogy képviselje Magyarországot az Európai Bizottság Élelmiszer-veszteségek és Élelmiszerpazarlás Platformjában. 2022-ben az Európai Bizottság Közös Kutatóközpontja az Egészségügyi és Élelmiszerbiztonsági Főigazgatósággal együttműködve egy multidiszciplináris fórumot hozott létre a fogyasztói élelmiszer-pazarlás megelőzésére irányuló kezdeményezések értékelésére European Consumer Food Waste Forum néven, amelynek kutatócsoportjába ugyancsak beválasztották Kasza Gyulát, majd egy évvel később meghívást kapott az Európai Bizottság Európai Civil Platform nevű kezdeményezésének élelmiszerhulladékkal foglalkozó programjába, mint vezető szakértőt. Ez utóbbi platform azzal a céllal jött létre, hogy összegyűjtse az európai állampolgárok véleményét és elvárásait élelmiszer-pazarlás csökkentését célzó EU-s intézkedések tekintetében.
2020-tól a program fenntartásában a Nemzeti Élelmiszerlánc-biztonsági Hivatal saját forrásai mellett fontos szerepet játszik az Agrárminisztérium és az EU-s pályázatok (Horizon Europe, HaDEA-SMP és Interreg Europe) által biztosított társfinanszírozás.
A magyar kormány 2023-ban rendeletet adott ki a biológiailag lebomló hulladékokról, amelyben a Maradék nélkül projektet Magyarország nemzeti élelmiszer-pazarlás-megelőzési programjaként jelölte meg.
2023-ban megalakult a Maradék Nélkül Alapítvány, amely célja, hogy civil szervezetként támogassa a Maradék nélkül program működését a kutatás és nemzetközi kapcsolatok terén. 2024-ben a Maradék Nélkül Alapítvány felvételt nyert az Európai Élelmiszerinformációs Tanácsba.

## Fő tevékenységek
- Figyelemfelkeltő és szemléletformáló kommunikációs aktivitások az élelmiszerpazarlás és a fenntartható élelmiszerfogyasztás terén.
- Oktatási program magyar és angol nyelven elsősorban általános- és középiskolások számára.
- Szemléletformáló, edukációs programok, workshopok, tréningek tartása más szervezetek és vállalatok részére.
- Kutatási programok: éves háztartási élelmiszerhulladék mérés, amely adatai bekerülnek az EU-nak megküldött hivatalos országjelentésbe és az Eurostat adatbázisába; Kvantitatív és kvalitatív fogyasztói kutatás az élelmiszer-pazarlás megelőzésével kapcsolatos fogyasztói attitűdök és magatartások feltárására és nyomon követésére.
- Az élelmiszerpazarlás megelőzésére szolgáló legjobb gyakorlatok összegyűjtése, kísérleti megvalósítása és népszerűsítése az élelmiszerláncban a termőföldtől az asztalig, hozzájárulva az Élelmiszer Érték Fórum munkájához.
- Együttműködés más élelmiszerhulladékkal kapcsolatos kezdeményezésekkel Magyarországon és Európában.

## Legfontosabb eredmények
- A Maradék nélkül program 2016 óta méri fel a háztartási élelmiszerhulladék mennyiségét Magyarországon. Az eredmények azt mutatják, hogy a teljes élelmiszerhulladék mennyisége 9%-kal (68,0 kg-ról 62,0 kg-ra), az elkerülhető élelmiszerhulladék (élelmiszerpazarlás) mennyisége pedig 22%-kal (33,1 kg-ról 25,8 kg-ra) csökkent.[18][19][20][21]
- A Maradék nélkül program kommunikációs aktivitásainak összes elérése körülbelül 200 millió (vagyis egy átlagos magyar állampolgárt körülbelül 20 alkalommal értek el élelmiszerpazarlás-megelőzéssel kapcsolatos üzenetekkel) 2016 óta.[22]
- Az oktatási program teljes közvetlen (személyes) elérése eddig közel 35 000 gyermek és fiatal felnőtt, valamint 1900 pedagógus.[23]

## Fordítás
Ez a szócikk részben vagy egészben  a   Project Wasteless című angol Wikipédia-szócikk ezen változatának fordításán alapul.  Az eredeti cikk szerkesztőit annak laptörténete sorolja fel. Ez a jelzés csupán a megfogalmazás eredetét és a szerzői jogokat jelzi, nem szolgál a cikkben szereplő információk forrásmegjelöléseként.